# Тёрнер, Биг Джо
Биг Джо Тёрнер (англ. Big Joe Turner (дословно, Большой Джо Тёрнер), настоящее имя: Джо́зеф Ве́рнон Тёрнер мла́дший, англ. Joseph Vernon Turner Jr.; 18 мая 1911, Канзас-Сити, Миссури, США — 24 ноября 1985, Инглвуд, Калифорния) — афроамериканский певец и композитор. Был избран в Зал славы блюза (1983) и Зал славы рок-н-ролла (1987). 
По манере пения относится к блюз-шаутерам (досл. «блюзовый крикун»), считается главнейшим шаутером послевоенной эпохи. Продолжал выступать и записываться до 1985 года.
Родился в Канзасе, профессиональную карьеру начал в 16 лет. Оказал значительное влияние на развитие ритм-н-блюза: в сотрудничестве с пианистом Питом Джонсоном, одним из первых стал сочетать блюз и буги-вуги, что позднее стало основой рок-н-ролла. 
Является автором песен «Honey Hush» (1953) («Заткнись, милая») и «Flip, Flop & Fly» (1955) (досл. «Кувыркайся, шлёпай и летай»), получивших главную награду «Би-эм-ай». В 1956 году его запись «Corrine Corrina» («Коррин Коррина») попала одновременно в ритм-энд-блюзовые и поп-чарты журнала «Биллборд». В 1998 году записи Тёрнера «Shake, Rattle and Roll» (досл. «Трясись, трещи и крутись») (1954) была присвоена премия «Грэмми».

## Биография
Джо Тёрнер родился в 1911 году в семье Джозефа Вернона Тёрнера старшего (англ. Joseph Vernon Turner Sr.) и Джорджии Харрингтон (англ. Georgia Harrington). Отец был родом из Сан-Антонио, работал поваром в отелях города; в 1915 году погиб в железнодорожной аварии. Мать была из многодетной семьи из Ла Бель (англ. La Belle); после смерти мужа работала прачкой. Растить Джо и старшую сестру Кейти (англ. Katie) (1908–1983) помогала бабушка, миссис Харрингтон, жившая по соседству.
Госпелы, которые Джо пел в церковном хоре, были одним из первых его музыкальных опытов. Кроме этого он учился музыке у родственников. «Я слушал своего дядюшку Чарли Фишера. Он играл на пианино в ночном клубе и у нас... Он учил меня новым мелодиям. Ещё я слушал двух других дядюшек, игравших на гитаре, банджо и скрипке». 

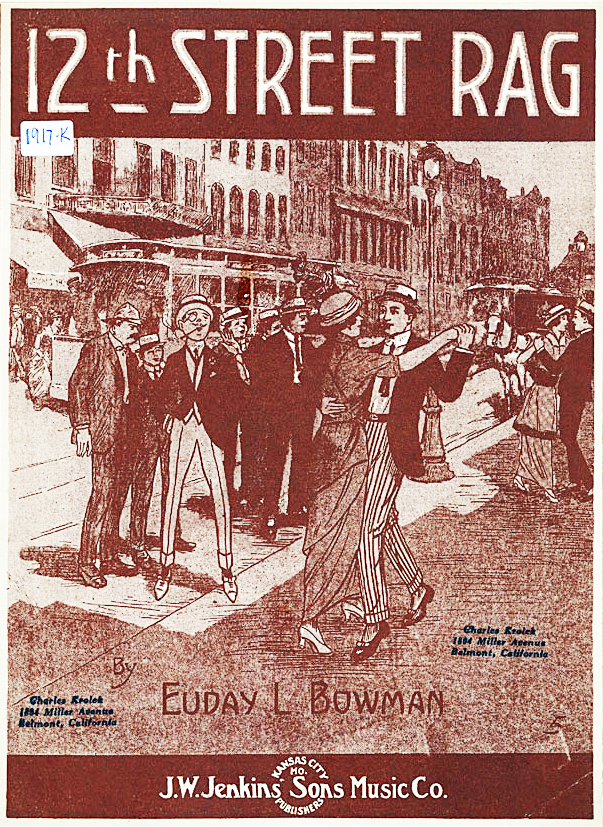
Популярное сочинение «Рэгтайм 12-й улицы» (1915) — посвящение Канзасу

Летом 1921 года в Канзасе выступила Мэми Смит — первая чернокожая певица, записавшая грампластинку. У Джо дома были пластинки Мэми Смит, Бесси Смит, Этель Уотерс, Лонни Джонсона. «Я впервые услышал блюз… когда был маленький. Я слушал много Этель Уотерс, и Джимми Рашинга, Хот Липс Пейджа, и Джонни Уолкера, Блайнд Лемон Джефферсона... Слушал людей, которые играли на улице».  
Когда ему было 12 лет он сломал ноги, выпрыгнув во время пожара из окна второго этажа. Врачи сказали, что он уже не сможет встать. Но, благодаря здоровому организму и упорству, он уже через год стал ходить. Иногда он подрабатывал, развозя на тележке старые вещи, которые сам собирал и ремонтировал.
Традиции блюза в штате Миссури развивались из рабочих песен и холлеров плантаций. Афроамериканцы, мигрировавшие из сельских районов в город, перенесли блюз в Канзас. Есть мнение, что в 1920-х годах именно на юго-западе США, в частности в Канзасе, нагляднее всего проявился особый характер городского блюза. 
В 14 лет Джо Тёрнер оставил школу, чтобы зарабатывать деньги, помогая чернокожим музыкантам на улицах. Так он сработался с одним слепым блюзменом. По воспоминаниям Джо Тёрнера его звали Джонни Крич, и он был очень хорошим гитаристом. Целыми днями они бродили по городу — блюзмен останавливался на перекрёстках и пел, а Джо обходил слушателей с кружкой. Позже Джо Тёрнер и сам стал сочинять блюзовые куплеты. Музыканты набирали за день достаточно мелочи и зарплата Джо составляла 50 центов. По его словам, он занимался этим около трёх лет. Он также участвовал в уличных выступлениях с ансамблями. Когда начались его самостоятельные выступления, опыт улицы ему очень пригодился — он мог петь 3 часа подряд и не повториться ни в одной песне.

## Дискография

### Альбомы
- The Boss of the Blues (1956)
- Big Joe Rides Again (1959)
- Bosses of the Blues, Vol. 1 (1969)
- Texas Style (1971)
- Flip, Flop & Fly (1972)
- Life Ain’t Easy (1974)
- The Trumpet Kings Meet Joe Turner (1974)

## Комментарии
1. ↑  Джо Тёрнер, вероятно, имел в виду слепого гитариста Джо Уолкера (англ. Joe Walker) из Гринвилла, штат Южная Каролина.